# Bach Stories
Bach Stories – dwupłytowy album Aleksandra Dębicza i Marcina Zdunika z autorskimi interpretacjami dzieł Johanna Sebastiana Bacha poprzez improwizacje klasyczne. Wszystkie transkrypcje zostały opracowane przez Dębicza i Zdunika. Nominacja do Fryderyka 2018 w kategorii Album Roku Muzyka Kameralna.

## Wykonawcy
- Aleksander Dębicz – fortepian
- Marcin Zdunik – wiolonczela

## Lista utworów

### CD1
- Sonata in G Major, BWV 1027
  - 1-1	I. Adagio
  - 1-2	II. Allegro Ma Non Tanto
  - 1-3	III. Andante
  - 1-4	IV. Allegro Moderato
  - 1-5	Cantata, BWV 147: X. "Jesus Bleibet Meine Freude"
- Sonata in D Major, BWV 1028
  - 1-6	I. Adagio
  - 1-7	II. Allegro
  - 1-8	III. Andante
  - 1-9	IV. Allegro
  - 1-10	Cantata, BMV 208: IX. Aria "Schafe Können Sicher Weiden"
- Sonata In G MInor, BWV 1029
  - 1-11	I. Vivace
  - 1-12	II. Adagio
  - 1-13	III. Allegro
  - 1-14	Cantata, BWV 170: I. Aria "Vergnugte Ruh, Beliebte Seelenlust"

### CD2
- 2-1	Improvisation I
- 2-2	Von Gott Will Ich Nicht Lassen, BWV 658
- 2-3	Improvisation II
- 2-4	O Lamm Gottes Unschuldi, BWV 656
- 2-5	Erbarm' Dich, O Herre Gott, BWV 721
- 2-6	Improvisation III
- 2-7	Herr Gott, Nun Schleuss Den Himmel Auf, BWV 617
- 2-8	Nun Fruet Euch, Lieben Christen G'mein, BWV 734
- 2-9	Improvisation IV
- 2-10	Nun Komm Der Heiden Heiland, BWV 659
- 2-11	Herr Jesu Christ, Dich Zu Uns Wend, BWV 665
- 2-12	Improvisation V
- 2-13	Wachet Auf, Ruft Uns Due Stimme, BWV 645
- 2-14	O Mensch, Bewein Dein Sünde Groß, BWV 622
- 2-15	Improvisation VI
- 2-16	Ich Ruf Zu Dir, Herr Jesu Christ, BWV 639